# ドナルド・チャーマーズ
ドナルド・ブルース・チャーマーズ（英語: Donald Bruce Chalmers, AO 1942年4月29日 - ）は、オーストラリア海軍の軍人。1997年から1999年にかけて海軍司令官を務めた。最終階級は海軍中将（Vice Admiral）。

## 略歴
ニューサウスウェールズ州の町ヤングに生まれる。父はドナルド・ライル・チャーマーズ、母はコンスタンス（旧姓イーグルス）。
1958年に海軍に入隊し、専門に航法を選択。1960年代中盤のインドネシア・マレーシア紛争中、護衛駆逐艦ヤラとパラマッタに乗り組み、巡視活動に参加。1981年から83年までミサイル駆逐艦パース艦長を務める。1978年から79年までアメリカ海軍大学校に、1988年にはイギリスの王立防衛学大学に留学。1990年、オーストラリア海軍任務部隊を率いて湾岸戦争に出征。1993年12月、オーストラリア海上司令官、1995年4月に国防軍副参謀（国防軍の発展及び国際防衛関係担当）となり、その後1997年7月に海軍全体を統轄する海軍司令官に就任した。1999年7月に退役。

## 勲章
出典
- 国家記章（英語版）[3] - 1977年受章
- オーストラリア勲章（英語版）
  - オフィサー章 - 1992年受章[4]
- レジオン・オブ・メリット（ アメリカ合衆国勲章）
  - コマンダー章 - 1998年9月受章
- タイ王冠勲章（ タイ勲章）
  - ナイト・グランド・クロス章 - 1999年7月受章